# 沈洙
沈洙（518年—569年）。字弘道。吴兴郡武康县（今浙江省德清县西）人，南朝经学家。
沈洙少年好学，博闻强记。悉通儒学诸经，五经章句、诸子史书，无所不学。尤精于《三礼》、《春秋左氏传》，兼通《五经》。在梁朝为湘东王（萧绎）国左常侍、士林馆都讲，后转任中军、宣城王（萧大器）参军、临贺王（萧正德）记室参军，升尚书祠部郎中。梁末，沈洙官任国子博士，与沈文阿共掌仪礼。陈霸先称帝后，历任员外散骑常侍、尚书左丞、衡阳王长史、行府国事。朝廷有礼仪法律疑义，多从谘议，官至尚书左丞卒。

## 延伸阅读
[在维基数据编辑]
 《陳書·卷33》，出自姚思廉《陳書》